# Ma Baker
"Ma Baker" là một bài hát của nhóm nhạc disco Boney M., được phát hành dưới dạng đĩa đơn vào năm 1977. Đó là đĩa đơn đầu tiên trong album thứ hai Love for Sale và thứ ba liên tiếp đứng đầu bảng xếp hạng của ban nhạc này ở Đức. Bài hát là một thành công lớn ở châu Âu, đứng đầu các bảng xếp hạng ở nhiều quốc gia. Bài hát này là một hit số 2 ở Anh (chỉ sau "I Feel Love" của Donna Summer). Ở Mỹ, bài hát này chỉ đứng thứ 96.

## Bài hát
Trợ lý của Frank Farian, Hans-Jörg Mayer đã phát hiện ra một bài hát dân gian Tunisia nổi tiếng, "Sidi Mansour" khi đi nghỉ mát, và viết lại bài hát thành một bản nhạc disco.
Lời bài hát của Fred Jay được lấy cảm hứng từ câu chuyện về Ma Barker - nhân vật huyền thoại những năm 1930, mặc dù tên bà được đổi thành "Ma Baker" vì "nghe có vẻ hay hơn".
Với cấu trúc tương tự như đĩa đơn đột phá "Daddy Cool" của Boney M. với cùng một bộ gõ, giọng hát xen kẽ với các câu trả lời, phần giữa được nói, bài hát mở đầu bằng tiếng gầm gừ "Freeze, I Ma Baker, put your hands in the air and gimme all your money".
Mặc dù chưa bao giờ được ghi nhận chính thức, nhưng giọng nói ở đầu bài được Linda Blake, vợ của người bạn Mỹ của Frank Farian, Bill Swisher, một người lính ở Đức vào thời điểm đó, thực hiện. Bill Swisher đã thực hiện phần nói giữa chừng, thông báo một bản tin từ FBI. Giọng của ông cũng đã được sử dụng trong một số bản ghi âm Boney M. sau này, bao gồm "Rasputin" và "El Lute". Frank Farian đã thu âm lại bài hát với Milli Vanilli vào năm 1988. Phiên bản của Boney M. được phối lại cùng năm, lần nữa vào năm 1993 và một lần nữa vào năm 1998. Bài hát đã được Banda R-15, Knorkator và những ban nhạc khác trình bày nhiều lần. Giọng hát "ma ma ma ma" phần điệp khúc cũng được lấy mẫu trong "Poker Face" của Lady Gaga.

## Xếp hạng và chứng nhận
| Bảng xếp hạng (1977–1978)       | Vị trí cao nhất |
| ------------------------------- | --------------- |
| Australia (Kent Music Report)   | 5               |
| Áo (Ö3 Austria Top 40)          | 1               |
| Bỉ (Ultratop 50 Flanders)       | 1               |
| Canada Top Singles (RPM)        | 50              |
| Europe (Eurochart Hot 100)      | 1               |
| Finland                         | 2               |
| France (IFOP)                   | 1               |
| Đức (GfK)                       | 1               |
| Ireland (IRMA)                  | 4               |
| Italy (FIMI)                    | 2               |
| Mexico                          | 1               |
| Hà Lan (Dutch Top 40)           | 1               |
| Hà Lan (Single Top 100)         | 1               |
| New Zealand (Recorded Music NZ) | 2               |
| Na Uy (VG-lista)                | 1               |
| Portugal                        | 2               |
| South Africa (Springbok Radio)  | 2               |
| Spain (AFE)                     | 1               |
| Thụy Điển (Sverigetopplistan)   | 1               |
| Thụy Sĩ (Schweizer Hitparade)   | 1               |
| Anh Quốc (OCC)                  | 2               |
| US Billboard Hot 100            | 96              |
| US Billboard Hot Disco Singles  | 31              |

| Bảng xếp hạng (1977)              | Position |
| --------------------------------- | -------- |
| Australia (Kent Music Report)     | 24       |
| Austria (Ö3 Austria Top 40)       | 3        |
| Belgium (Ultratop 50 Flanders)    | 1        |
| France (IFOP)                     | 8        |
| Germany (Media Control Charts)    | 2        |
| Italy (FIMI)                      | 16       |
| Netherlands (Dutch Top 40)        | 1        |
| Netherlands (Single Top 100)      | 2        |
| Switzerland (Schweizer Hitparade) | 7        |

| Quốc gia                                                                           | Chứng nhận | Số đơn vị/doanh số chứng nhận |
| ---------------------------------------------------------------------------------- | ---------- | ----------------------------- |
| France                                                                             | —          | 704,000                       |
| Đức (BVMI)                                                                         | Gold       | 500.000^                      |
| Thụy Điển (GLF)                                                                    | Gold       | 25.000^                       |
| Anh Quốc (BPI)                                                                     | Gold       | 500.000^                      |
| * Chứng nhận dựa theo doanh số tiêu thụ. ^ Chứng nhận dựa theo doanh số nhập hàng. |            |                               |